# Chambeyronia
Chambeyronia är ett släkte av enhjärtbladiga växter. Chambeyronia ingår i familjen Arecaceae.
Kladogram enligt Catalogue of Life:
| Chambeyronia | \| \| Chambeyronia lepidota \| \| \| \| \| \| Chambeyronia macrocarpa \| \| \| \| |
|              | \| \| Chambeyronia lepidota \| \| \| \| \| \| Chambeyronia macrocarpa \| \| \| \| |
|              | Chambeyronia lepidota                                                             |
|              |                                                                                   |
|              | Chambeyronia macrocarpa                                                           |
|              |                                                                                   |

## Bildgalleri

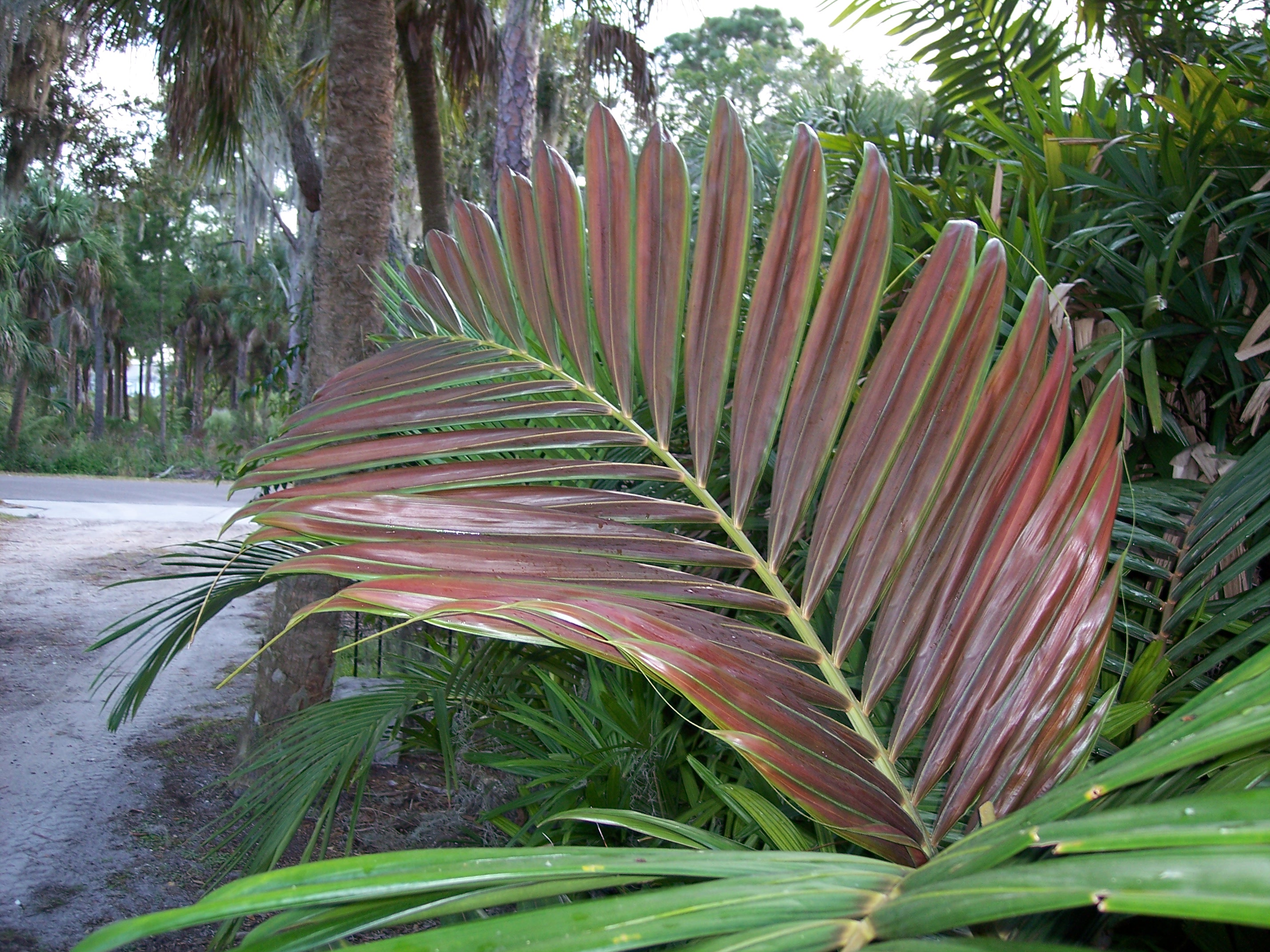
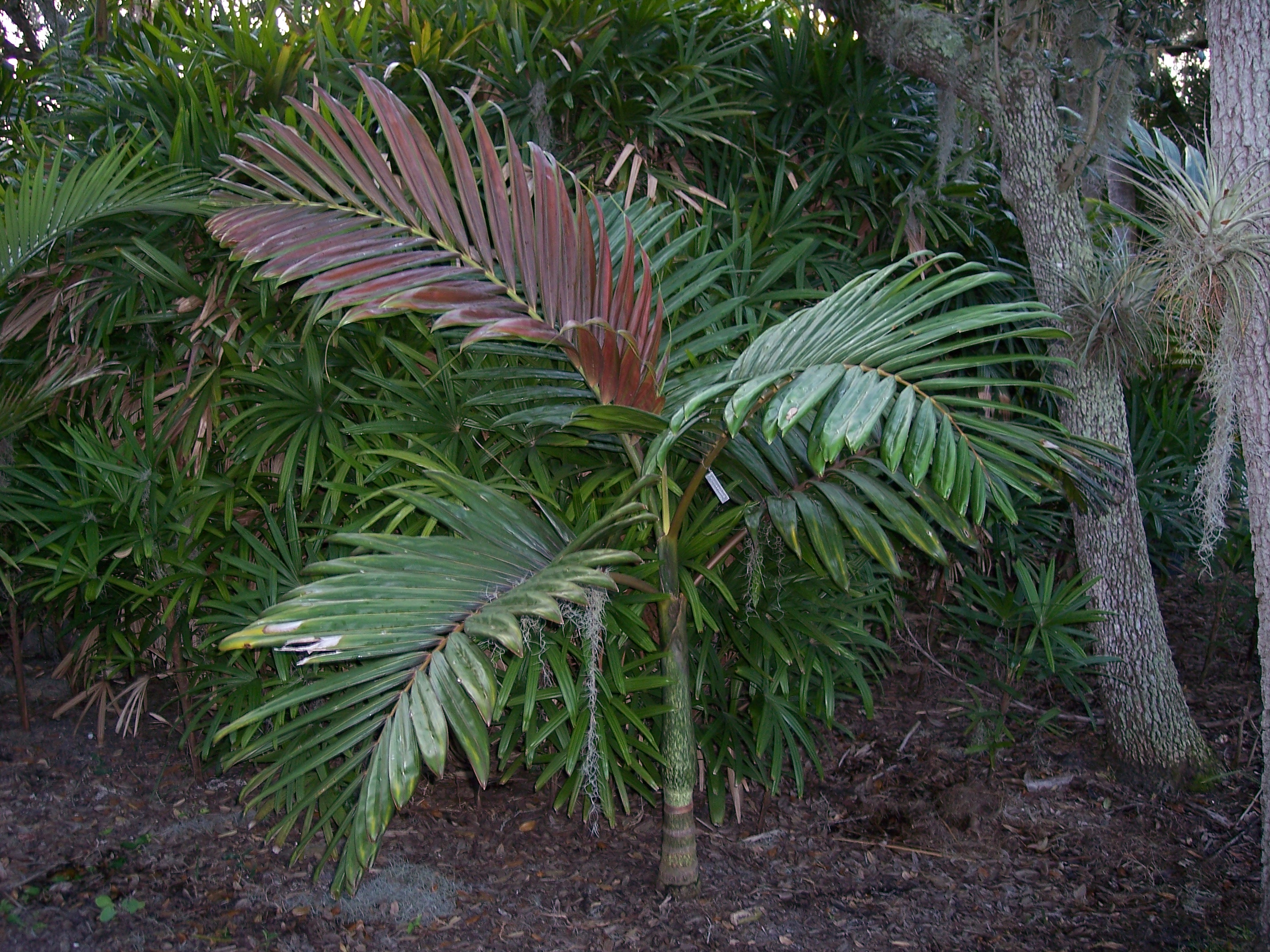
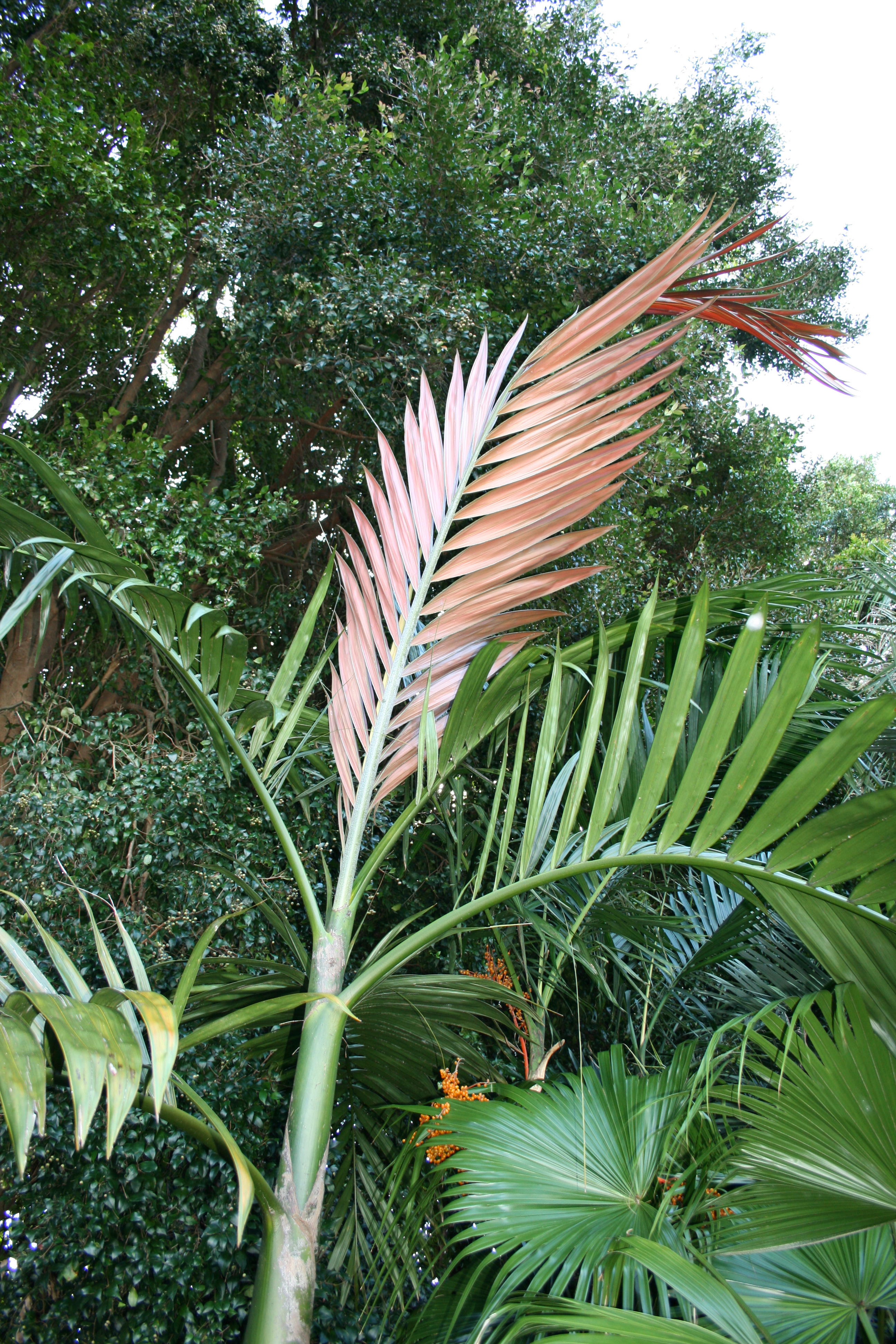
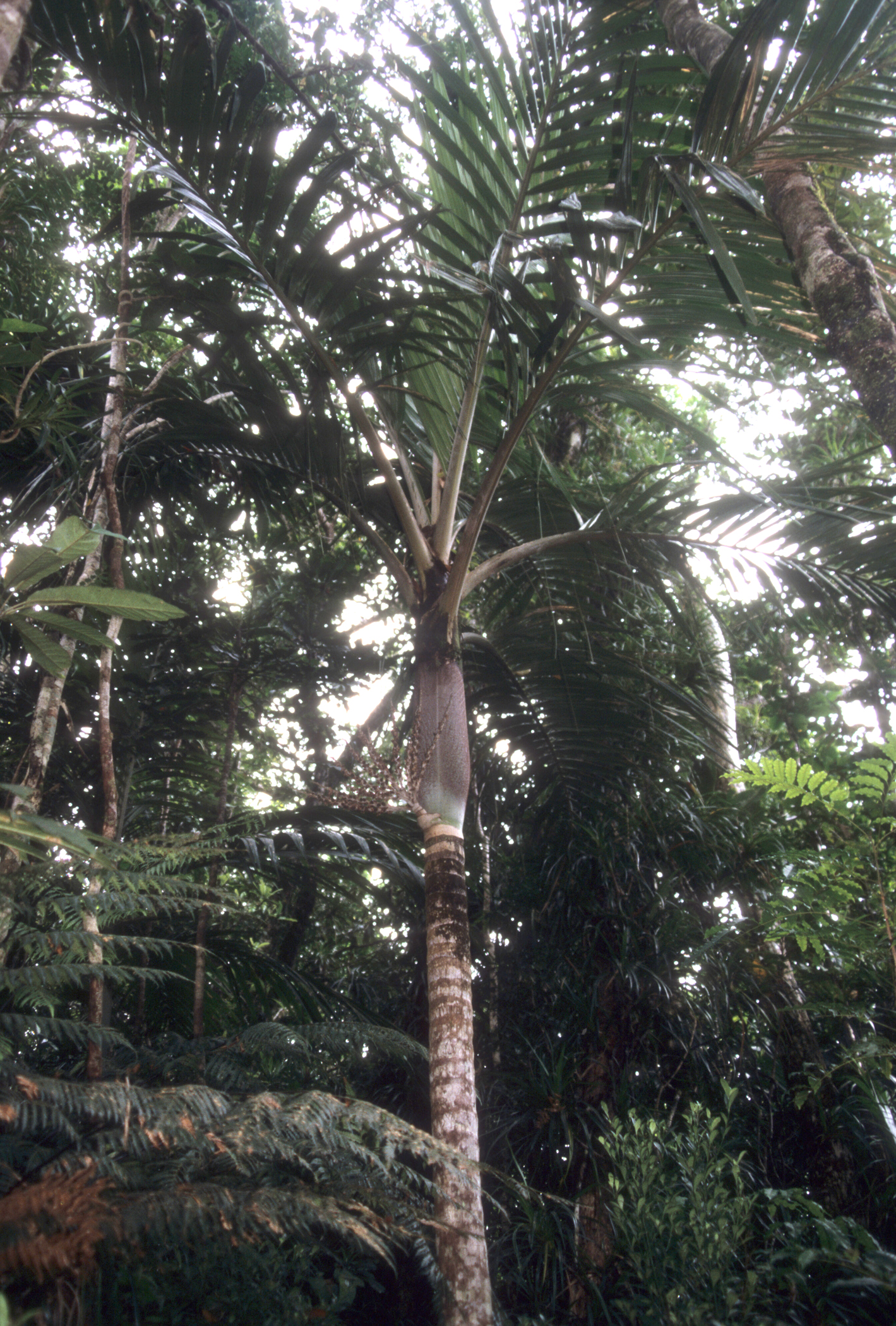